# Gråsten-æble
Gråstenæblet er en af de ældste danske æblesorter. I 2005 kårede fødevareminister Hans Christian Schmidt gråstenæblet til Danmarks nationalfrugt.
Æblet kommer fra Gråsten ved Flensborg Fjord fra slotsparken omkring år 1700. 
Gråstenæblet er stort og rødt (eller gult) og har en høj bestanddel af sukker. Frugten dyrkes af godt 100 danske æbleavlere landet over. Gråstenæblet er også almindeligt i Sogn og Hardanger i Norge, hvor det kaldes gravenstein, som i Tyskland.
| Botanik | Spire Denne botanikartikel er en spire som bør udbygges. Du er velkommen til at hjælpe Wikipedia ved at udvide den. |